# Andrew av Fløtum
Andrew av Fløtum (Tórshavn, 1979. június 13. –) feröeri labdarúgó, a HB Tórshavn csatára. 2001 óta a Feröeri labdarúgó-válogatott kerettagja.

## Pályafutása
1996. március 31-én, a KÍ Klaksvík ellen mutatkozott be a HB Tórshavn csapatában. Eredetileg középpályásként játszott, de később csatár lett. 2002-ben 18 góljával gólkirály lett. Miután 2003-ban az év játékosává választották, Dániába igazolt, ahonnan 2007-ben tért vissza. A 2008-as bajnokságban 14 találattal a góllövőlista második helyén végzett.
A válogatottban 2001 januárjában, a Svédország elleni barátságos meccsen mutatkozott be. Eddigi egyetlen gólját 2003. április 29-én Kazahsztán ellen lőtte.

## Eredmények
- Feröeri bajnok: 3 alkalommal (1998, 2002, 2003)[2]
- Feröeri kupagyőztes: 1 alkalommal (1998)[2]
- Feröeri gólkirály: 1 alkalommal (2002)[4]

### Válogatott gólok
| # | Dátum             | Helyszín                             | Ellenfél   | Gól | Eredmény | Verseny    |
| - | ----------------- | ------------------------------------ | ---------- | --- | -------- | ---------- |
| 1 | 2003. április 29. | Tórsvøllur Stadion, Tórshavn, Feröer | Kazahsztán | 1-1 | 2-1      | barátságos |